# Dicranomyia splendidula
Dicranomyia splendidula är en tvåvingeart som först beskrevs av Alexander 1930.  Dicranomyia splendidula ingår i släktet Dicranomyia och familjen småharkrankar.
Artens utbredningsområde är Bolivia. Inga underarter finns listade i Catalogue of Life.